# 海に化ける
「海に化ける」（うみにばける）は、2021年6月30日に配信リリースされた、KAMITSUBAKI STUDIO所属のバーチャルアーティスト花譜のシングルである。同日、ミュージックビデオがYouTube上で公開された。作詞・作曲・編曲は全てカンザキイオリが手掛ける。2023年3月8日にリリースされた花譜 3rd アルバム『狂想α』/『狂想β』にも収録されている。

## 概要
本楽曲は「過去を喰らう」の精神的続編として作られた作品であり、続く「人を気取る」を含め三部作を構成している。
ミュージックビデオの映像は川サキケンジが制作を行い、映像制作協力は髙田瑛示、渡邊竜実、yujureal works、撮影は小林英彦、タイトルデザインはZUMA、撮影アシスタントは山上俊成、制作は根岸秀幸、廣田佑介がそれぞれ担当した。ミュージックビデオやライブでは花譜の使い魔「らぷらす」が宙を舞う演出がある。
「過去を喰らう」三部作では、傷付きながらも成長していく過程が描かれており、前作「過去を喰らう」では大人になることへの怯えが描かれ、それに続く本楽曲の歌詞には反抗期、大人になることをやめた哀しみと言い訳が綴られている。作詞を行ったカンザキは本楽曲について「後悔なんて消してやらない。強くなんてなってやらない。」とコメントしている。
2023年2月1日に『ぱんぱかカフぃR (羽衣編)』のゲストに鎖那が出演した際は、鎖那のリクエストソングとして「海に化ける」が放送された。

## ライブでの演奏
2021年6月11日、『花譜 2nd ONE-MAN LIVE「不可解弐REBUILDING」』の「不可解弐Q1:RE-形を失った世界で僕らは-」にて、新曲として発表された。翌日、同ライブの3公演目「不可解弐Q3-魔法の無い世界-」でも演奏され、以降花譜のライブシリーズ「不可解」では残る『花譜 3rd ONE-MAN LIVE「不可解参(狂)」』および『花譜 3rd ONE-MAN LIVE「不可解参(想)」』の両方で演奏された。また、花譜高校卒業記念スペシャルライブ「僕らため息ひとつで大人になれるんだ。」でも「過去を喰らう」に続いて演奏された。